# Donnafugata

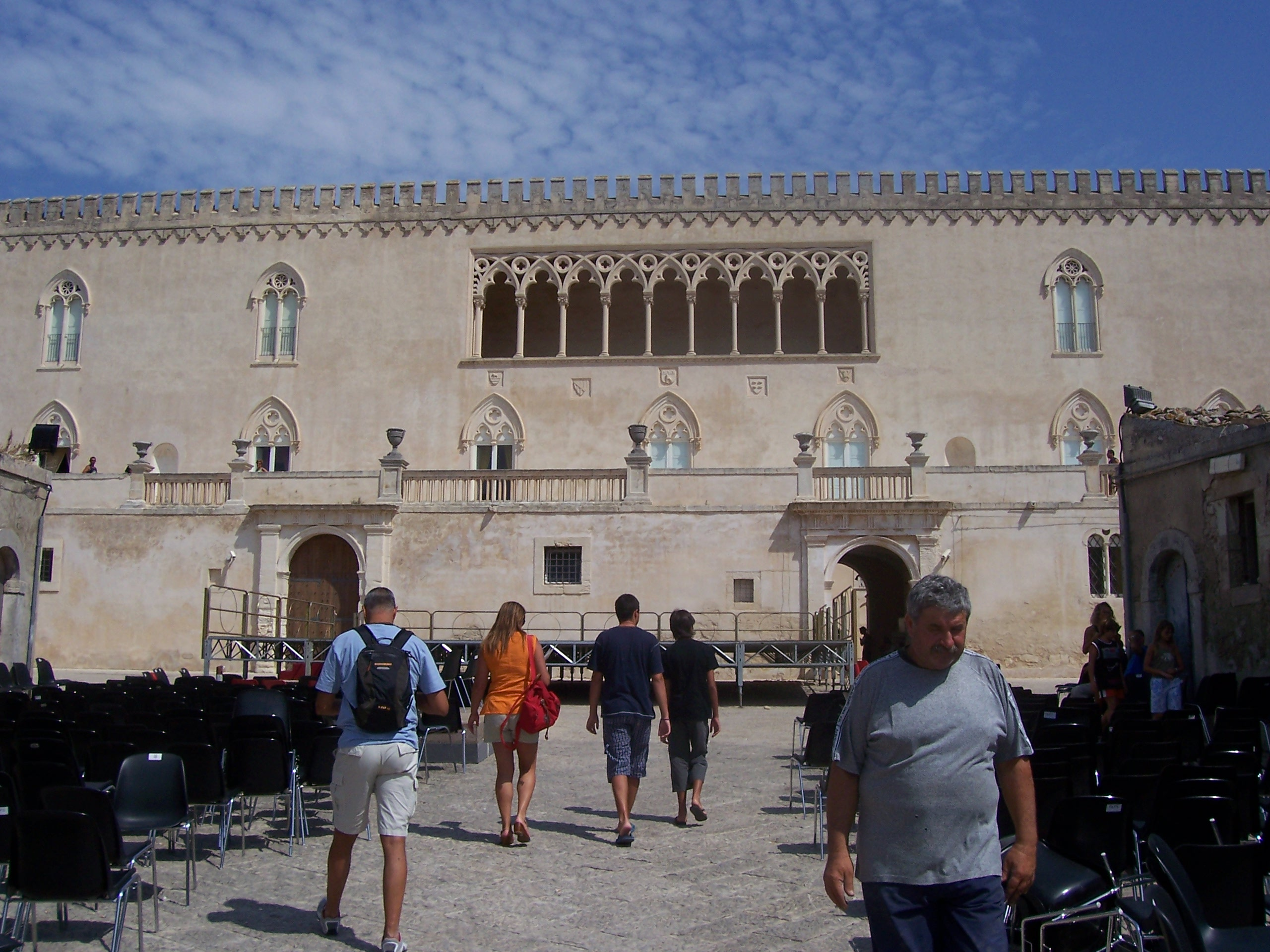
Средневековый замок Доннафугата близ Рагузы

Donnafugata (в переводе с итал. — «сбежавшая женщина») — сицилийская винодельческая компания, которая специализируется на производстве вина «Черазуоло». В маркетинге ориентирована на региональный фольклор. Основана энологом Джакомо Ралло, руководит предприятием его сын Антонио. Одна из немногих винодельческих компаний Европы, которая использует виноградные лозы, уцелелевшие после нашествия филлоксеры в XIX веке.

## История
Основатель хозяйства Джакомо Ралло был выходцем из семьи виноделов, которая занималась этим ремеслом более 160 лет. Он представлял четвертое поколение фамилии. Джакомо основал свою компанию в 1983 году и управлял ей до своей смерти в 2016. Назвал ее он в честь города, описанного Джузеппе Томази ди Лампедуза в романе «Леопард». В произведении рассказывается о присоединении Сицилии к Италии. Компанию от строил на основе унаследованного им хозяйства в Марсале, которое существовало c 1851 года. Некоторые эксперты считают, что Ралло со своей женой Габриэллой совершили своего рода революцию в островном виноделии.
Постепенно он начал скупать земли в западной части Сицилии — особенно в Контезо-Эстеллино. Площадь посадок местного хозяйства со временем достигла 285 гектар. На них выращивается 19 сортов винограда. Это хозяйство производит флагманский сорт вина компании — Mille e una Notte. По соседству с виноградниками расположены оливковые рощи площадью девять гектар. Вина региона получили классификацию DOC в 1994 году.  В том же году Donnafugata стала использовать новую ночную методику сбора урожая. Это делалось для того, чтобы уберечь собранные ягоды от палящих лучей дневного солнца.
В 1989 году производство вышло за пределы острова — виноградники появились на вулканическом острове Пантеллерия в Средиземном море. Он расположен на одной широте с Тунисом. Первое хозяйство на острове называлось Khamma — там выращивался виноград зибиббо. Оказалось, что этот виноград не был затронут нашествием филлоксеры, которая уничтожила бо́льшую часть европейского винограда в конце XIX века. На острове он выращивается достаточно экзотическим способом — в ямах. Это делается для того, чтобы избежать урона, наносимого кустам сильными морскими ветрами. Виноградники расположены на высотах, колеблющихся от 20 до 300 метров над уровнем моря и окружены каменными стенами. Площадь посадок на острове составляет 68 гектар. Урожай собирается вручную, начиная с середины августа. Из него производится сладкое вино категории «пассито» (Ben Rye Passito di Pantelleria).
На юго-востоке острова компании принадлежит хозяйство Vittoria. Это единственное место на Сицилии, где производится вино классификации DOCG — Cerasuolo di Vittoria. Площадь виноградников — 36 гектар. Культивируется два сорта — неро д’авола и фраппато.

В 2016 году компания приобрела виноградник на вулкане Этна, который является самым высоким в Европейском союзе. Виноградник находится на северной стороне горы. Площадь посадок — 21 гектар. Они расположены на высоте 750 метров над уровнем моря. Вина, производимые в хозяйстве, имеют классификацию DOC. Возраст виноградника превышает 70 лет. На момент приобретения хозяйства Donnafugata производила около 190 000 ящиков вина в год. 

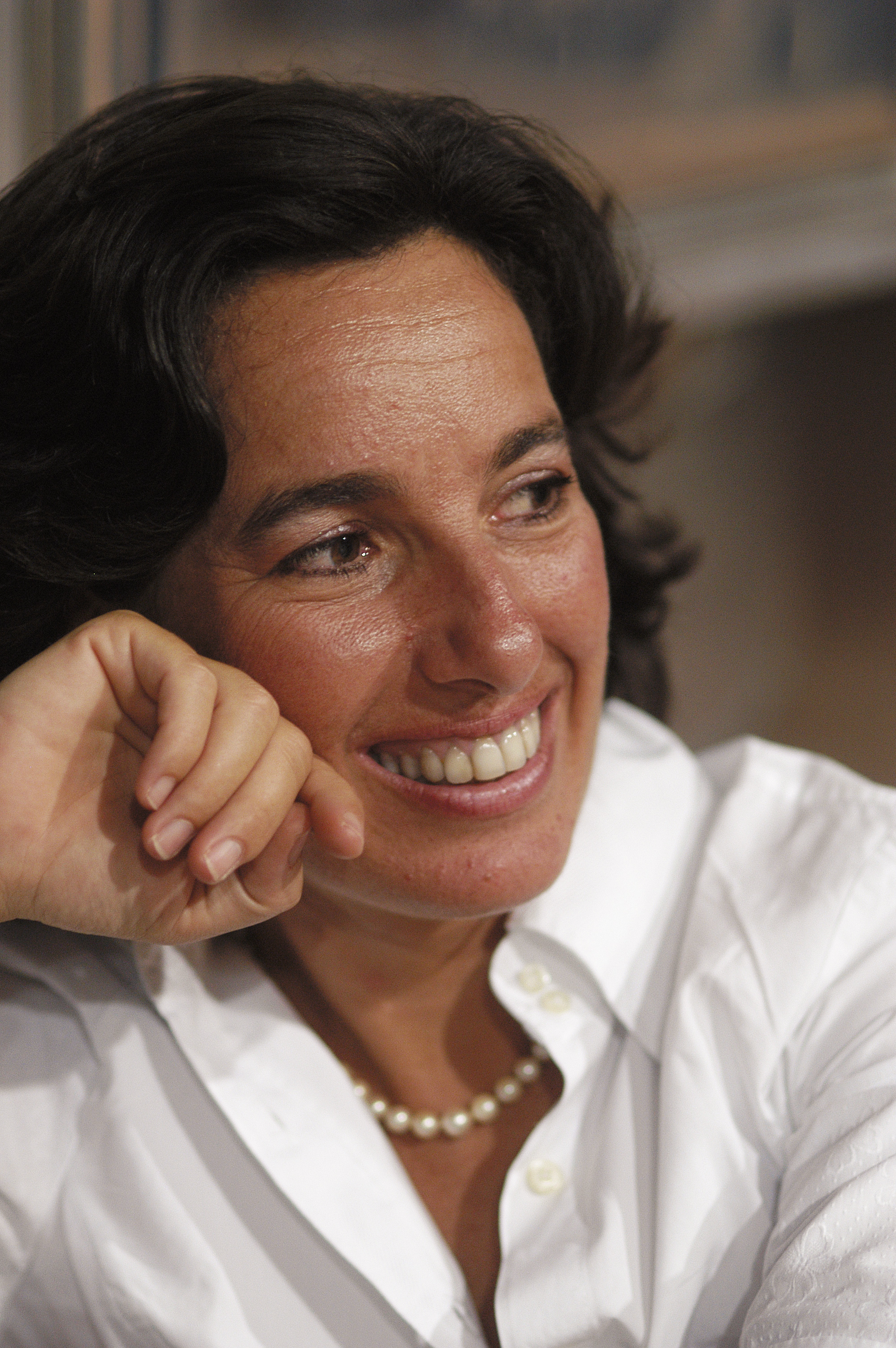
Ныне винодельню возглавляет Джузеппина Ралло (дочь Джакомо)

В общей сложности компания владеет пятью винодельнями. Общая площадь виноградников — 410 гектар. На них выращивается 20 сортов винограда. Продукция продается в 60 странах мира. В компании работает 110 человек.
В маркетинге компания делает ставку на сицилийскую культуру. Этикетки украшают местные узоры. Также Donnafugata выпускает вина в коллаборации с итальянским брендом модной одежды Dolce & Gabanna. За маркетинговое направление в компании отвечает дочь Джакомо и Габриэллы — Джузеппина.
Компания заявляет о приверженности органическому виноделию: в производстве напитка не использует гербицидов и химических удобрений.

## Ассортимент вин
Mille e una notte — красное сухое вино. Производится из виноградаь сортов сира, неро д’авола и пти вердо. Первый винтаж был произведен в 1995 году. Потенциал хранения превышает двадцать лет. Крепость напитка — 13,7 %. В создании бренда участвовал энолог Джакомо Такис, соавтор многих вин семьи Антинори (например, Solaia и Tignanello).
Tancredi 2016 Edizione Limitata — красное сухое вино. Совместный проект с модным домом Dolce & Gabbana. Производится из винограда сортов неро д'авола, каберне-совиньон и таннат. Первый винтаж был создан в 1990 году. Потенциал хранения превышает 20 лет. Крепость напитка 13,9 %. Tancredi — один из героев романа «Леопард» и снятого по нему фильма (где его роль исполнил Ален Делон). Дизайн этикетки для бутылки разрабатывает модный дом.
Etna Rosso Doc Contrada Marchesa — красное сухое вино, производится из винограда нерелло-маскалезе. Имеет классификацию DOC. Может выдерживаться более 10 лет. Начало производиться в 2017 году. Крепость напитка — 14 %.
Etna Rosso Doc — красное сухое вино. Крепость — 13 %. Первый винтаж — 2018. Потенциал выдержки превышает 5 лет.
Fragore Etna Rosso DOC Contrada Montelaguardia — красное сухое, производится из винограда нерелло-маскалезе. Крепость 14,5 %. Первый винтаж появился в 2016 году. Потенциал хранения более 10 лет.
Tancredi — премиальное красное вино, производимое из каберне-совиньона, неро д'авола и некоторых других сортов винограда. Имеет большой потенциал хранения — более 20 лет. Имеет крепость 15%. Выпускается с 1990 года.